# Hospital General de Massachusetts

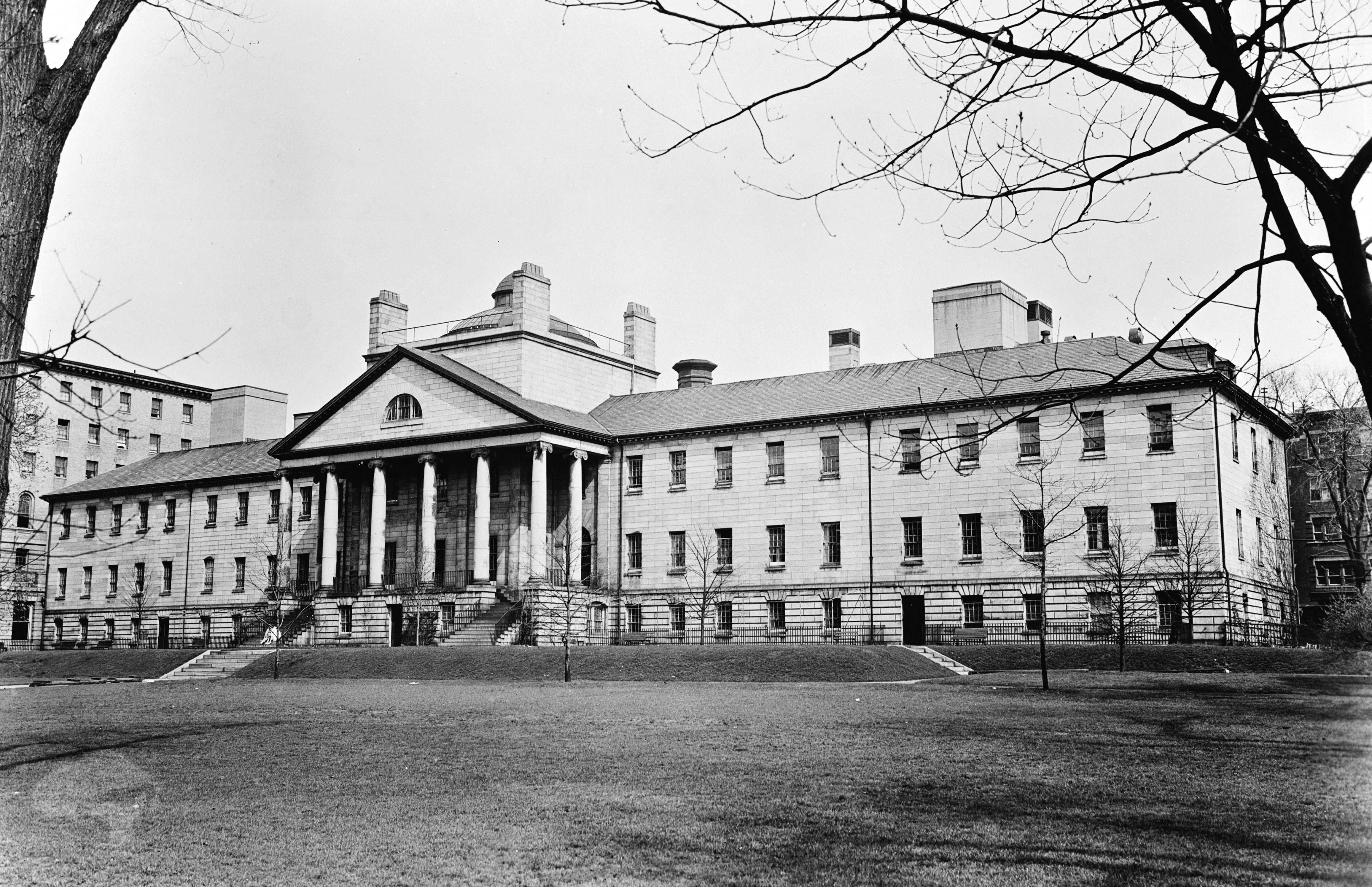
Edificio Bullfinch del Hospital General de Massachusetts, en 1946.

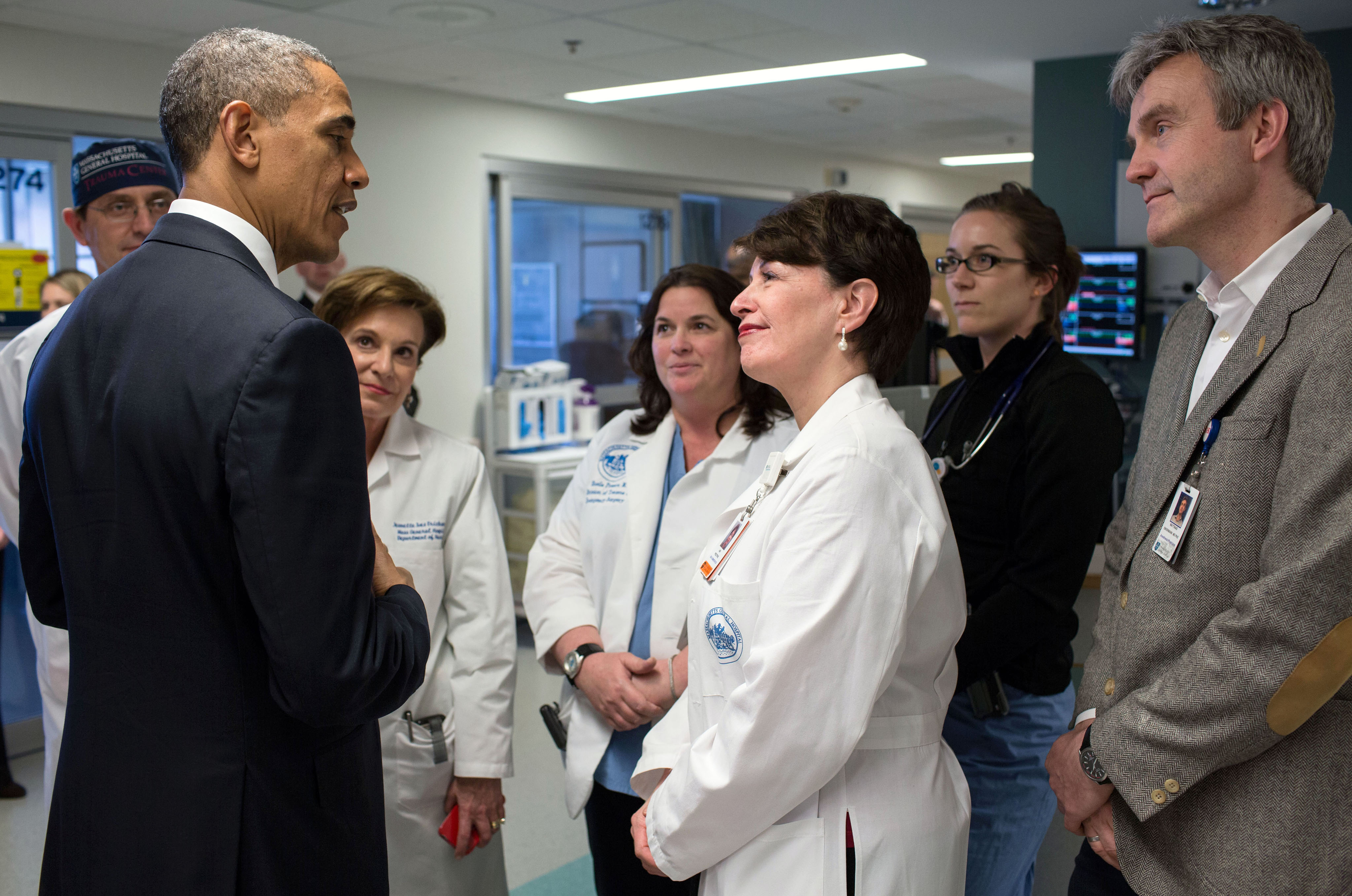
Barack Obama hablando con el personal del Hospital General de Massachusetts, en 2013.

El Hospital General de Massachusetts (Massachusetts General Hospital) ("Mass General") es un hospital universitario de la Escuela Médica de Harvard  y centro de investigación médica en Boston, Massachusetts, Estados Unidos. Mass General sirviende miles de pacientes internacionales cada año en su hospital de Boston y tiene el programa de investigación hospitalario más grande del mundo, con un presupuesto anual de investigación de más de 1000 millones en 2019.
Desde 1811, el Massachusetts General Hospital está comprometido con proporcionar atención médica de vanguardia. Al transcurrir el tiempo, hemos hecho avances en la atención que brindamos gracias a que buscamos ser pioneros en la investigación y ofrecemos educación a los futuros profesionales médicos. Estamos clasificados consistentemente entre los mejores hospitales en los Estados Unidos por U.S. News and World Report.
El Massachusetts General Hospital o "Mass General" como se nos conoce, ofrece atención diagnóstica y terapéutica sofisticada en prácticamente cualquier especialidad y subespecialidad de la medicina y la cirugía. Nuestros cinco centros de atención multidisciplinaria reúnen a los especialistas de todo el hospital para ofrecer a los pacientes una atención integral de vanguardia, por lo que estos centros son reconocidos en todo el mundo por sus innovaciones en cáncer, neurocirugía, trastornos digestivos, enfermedades cardíacas, trasplantes y medicina vascular. A través del MassGeneral Hospital for Children, también brindamos una gama completa de servicios médicos pediátricos. Es el tercer hospital más antiguo de Estados Unidos, y el más grande y antiguo de Nueva Inglaterra.
Cada año, miles de pacientes internacionales acuden al hospital Mass General en busca de una consulta, una segunda opinión o tratamiento médico. El Centro para pacientes internacionales (International Patient Center) en el Massachusetts General Hospital es una oficina de servicio completo que ayuda en el recorrido del proceso de atención a los pacientes extranjeros y a los médicos que los remiten.
El campus principal del Hospital General de Massachusetts se extiende por cerca de 30 edificios e incluye el hospital principal, el edificio Lunder, el Centro de Yawkey y el Centro de Atención Ambulatoria Wang (donado por laboratorios Wang) en Boston, Estados Unidos.